# Shah Alam
För den indiska stormogulen Shah Alam, se Ham-e Din.

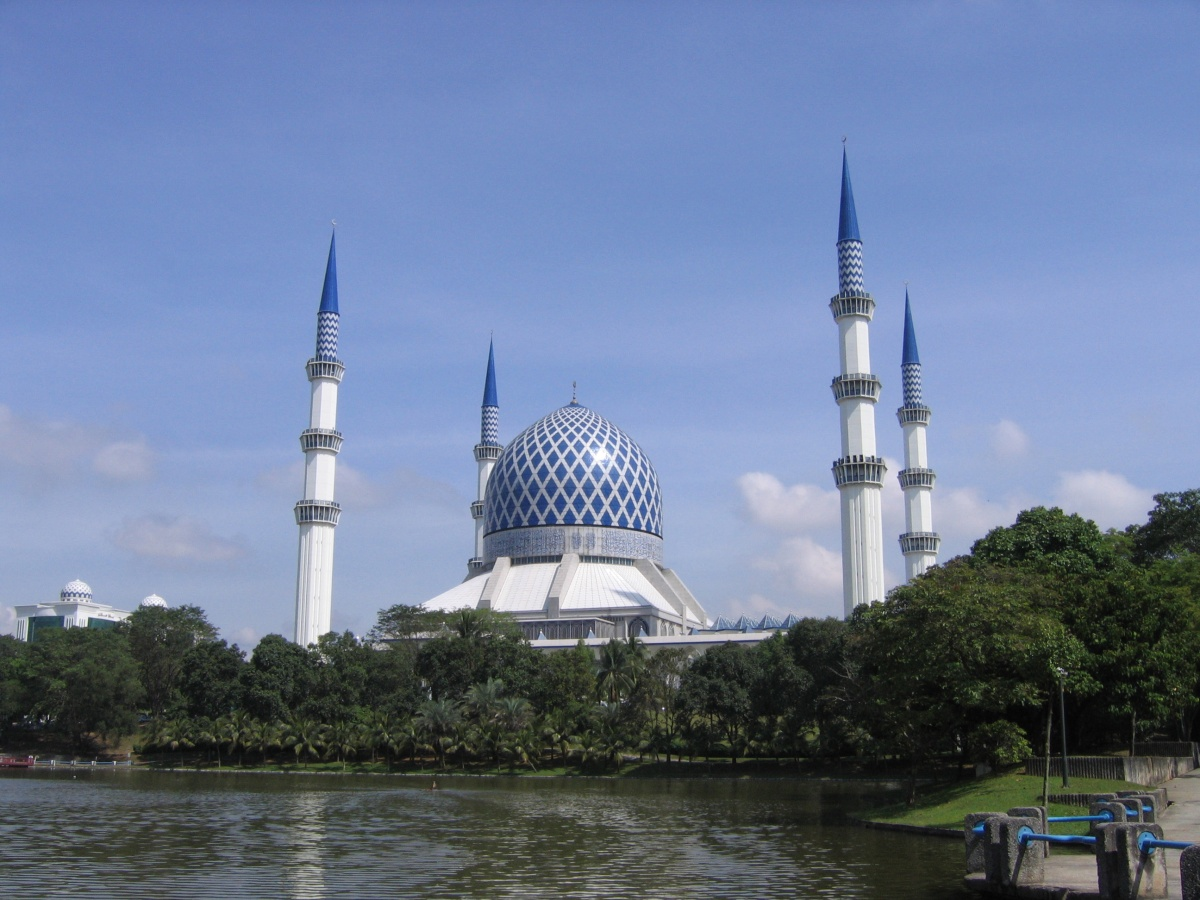
Sultan Salahuddin Abdul Aziz moské.

Shah Alam är den administrativa huvudorten för den malaysiska delstaten Selangor. Befolkningen uppgick till 314 440 invånare vid folkräkningen 2000. I Shah Alam finns en av Sydostasiens största moskéer.
Shah Alam är en relativt ny stad och grundades 1963. Den ligger omkring 25 kilometer väster om Kuala Lumpur. Shah Alam blev huvudstad för delstaten Selangor den 7 december 1978, i samband med att Kuala Lumpur bildade ett federalt territorium. Shah Alam fick fulla stadsrättigheter den 10 oktober 2000.